# شون أوكونيل
شون أوكونيل (بالإنجليزية: Sean O'Connell؛ مواليد 2 سبتمبر 1983) هو مُقاتل فنون قتالية مختلطة أمريكي سابق. يعمل حاليًا معلقًا رياضيًا في بي إف إل.
يُعرف شون أيضًا بـ«مقالبه» قبل القتال، حيث يُظهر رفقة كوميدية مع خصمه.

## وصلات خارجية
- شون أوكونيل على موقع يو إف سي (الإنجليزية)
- شون أوكونيل على موقع شيردوغ (الإنجليزية)
- شون أوكونيل على موقع Tapology.com (الإنجليزية)
- شون أوكونيل على موقع فايت ماتريكس (الإنجليزية)
- شون أوكونيل على موقع إي إس بي إن (الإنجليزية)
- شون أوكونيل على موقع IMDb (الإنجليزية)